# Девлин, Джордан
Джордан Де́влин (англ. Jordan Devlin, род. 16 марта 1990, Брей, Ленстер) — ирландский рестлер. В настоящее время он выступает в WWE на бренде Raw под именем Джей Ди Макдо́на (англ. JD McDonagh), где является членом группировки «Судный день».
Ранее он выступал в NXT UK, где был однократным и самым продолжительным чемпионом NXT в первом тяжёлом весе. Среди других его достижений — он двукратный чемпион мира OTT и однократный командный чемпион PROGRESS. Девлин также известен по своей работе в Японии в Pro Wrestling Zero1, где он выступал под именем Фрэнк Дэвид и стал однократным интернациональным командным чемпионом Zero1 в лёгком весе.

## Ранняя жизнь
Девлин родился 15 марта 1990 года в Брее, графство Уиклоу. Он получил образование в C.B.C. Monkstown в пригороде Дублина Монкстаун, а затем окончил Университетский колледж Дублина со степенью бакалавра.

## Титулы и достижения
- British Championship Wrestling
  - Командный чемпион BCW (1 раз) — с Шоном Саутом[1][2]
- Fight Factory Pro Wrestling
  - Ирландский чемпион в полутяжёлом весе (1 раз)[3][4]
- NWA Ireland
  - Чемпион NWA Ireland в полутяжёлом весе (1 раз)[5]
  - Командный чемпион NWA Ireland (1 раз) — с сэром Майклом У. Винчестером[6][7][8]
- Over the Top Wrestling
  - Чемпион мира OTT (2 раза)[9][10][11][12][13]
  - Чемпион мира без ограничений OTT в тяжёлом весе (1 раз)[9][14][15]
- Premier British Wrestling
  - Командный чемпион PBW (1 раз) — с Шоном Саутом[16][17][18]
- Progress Wrestling
  - Командный чемпион Progress (1 раз) — со Скотти Дэвисом[19][20]
- Pro Wrestling Illustrated
  - № 58 в топ 500 рестлеров в рейтинге PWI 500 в 2019[21]
- Pro Wrestling Zero1
  - Интернациональный командный чемпион Zero1 в лёгком весе (1 раз) — с Шоном Гиннессом[22][23]
- TNT Extreme Wrestling
  - Чемпион мира TNT (1 раз)[24][25]
- WWE
  - Чемпион NXT в первом тяжёлом весе (1 раз)[26][27]
  - Командный чемпион мира (1 раз) — с Финном Балором